# Никитин, Иван Моисеевич
Иван Моисеевич Никитин (1892—1972) — красноармеец Рабоче-крестьянской Красной Армии, участник Великой Отечественной войн, Герой Советского Союза (1944).

## Биография
Иван Никитин родился 30 мая 1892 года в деревне Чемодурово (ныне — Азнакаевский район Татарстана). Окончил три класса школы. Служил в царской армии, участвовал в боях Первой мировой войны. В 1919 году пошёл на службу в Рабоче-крестьянскую Красную Армию. Участвовал в боях Гражданской войны. В 1922 году был демобилизован. В 1930-е годы был бригадиром, председателем в колхозе. В декабре 1942 года Никитин повторно был призван в армию. С июля 1943 года — на фронтах Великой Отечественной войны.
К марту 1944 года красноармеец Иван Никитин был стрелком 57-й мотострелковой бригады 3-го танкового корпуса 2-й танковой армии 2-го Украинского фронта. Отличился во время форсирования Южного Буга. 13 марта 1944 года Никитин переправился через реку в районе села Берёзки-Бершадские Бершадского района Винницкой области Украины и навёл мост из подручных средств, после чего удерживал позиции до переправы основных сил.
Указом Президиума Верховного Совета СССР от 13 сентября 1944 года за «отвагу и мужество, проявленные при форсировании реки Южный Буг» красноармеец Иван Никитин был удостоен высокого звания Героя Советского Союза с вручением ордена Ленина и медали «Золотая Звезда» за номером 7686.
В апреле 1944 года Никитин в бою получил тяжёлое ранение. После выписки из госпиталя он был демобилизован. Проживал и работал в городе Октябрьский Башкирской АССР, затем в Бугульме. Умер 6 сентября 1972 года, похоронен на Старом русском кладбище Бугульмы.
Был также награждён рядом медалей.
В честь Никитина названы улицы в Азнакаево и Бугульме, установлен бюст в Бугульме.